# Pseudoaricia agraphomena
Pseudoaricia agraphomena är en fjärilsart som beskrevs av Ruggero Verity 1946. Pseudoaricia agraphomena ingår i släktet Pseudoaricia och familjen juvelvingar. Inga underarter finns listade i Catalogue of Life.